# Ferdinand Huyck

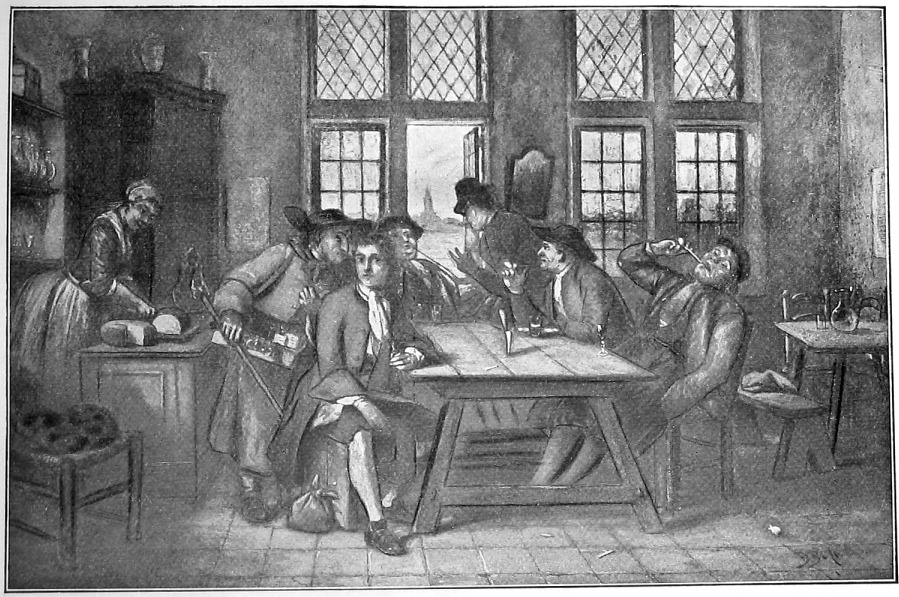
Illustratie door David Jozef Bles bij de 17de editie (ongeveer 1890) van 'Ferdinand Huyck'. De afbeelding toont Ferdinand, terwijl hij een verversing gebruikt in de herberg te Soest. De dochter van de waard is bezig voor hem een boterham met kaas te bereiden. Achter hem staat Simon de Jood, die hem waarschuwt het mes, dat voor hem in de tafel staat niet te gebruiken om straks zijn brood mee te snijden. Het mes is het eigendom van de man tegenover hem; Andries, die een excuus zoekt voor een steekpartij.

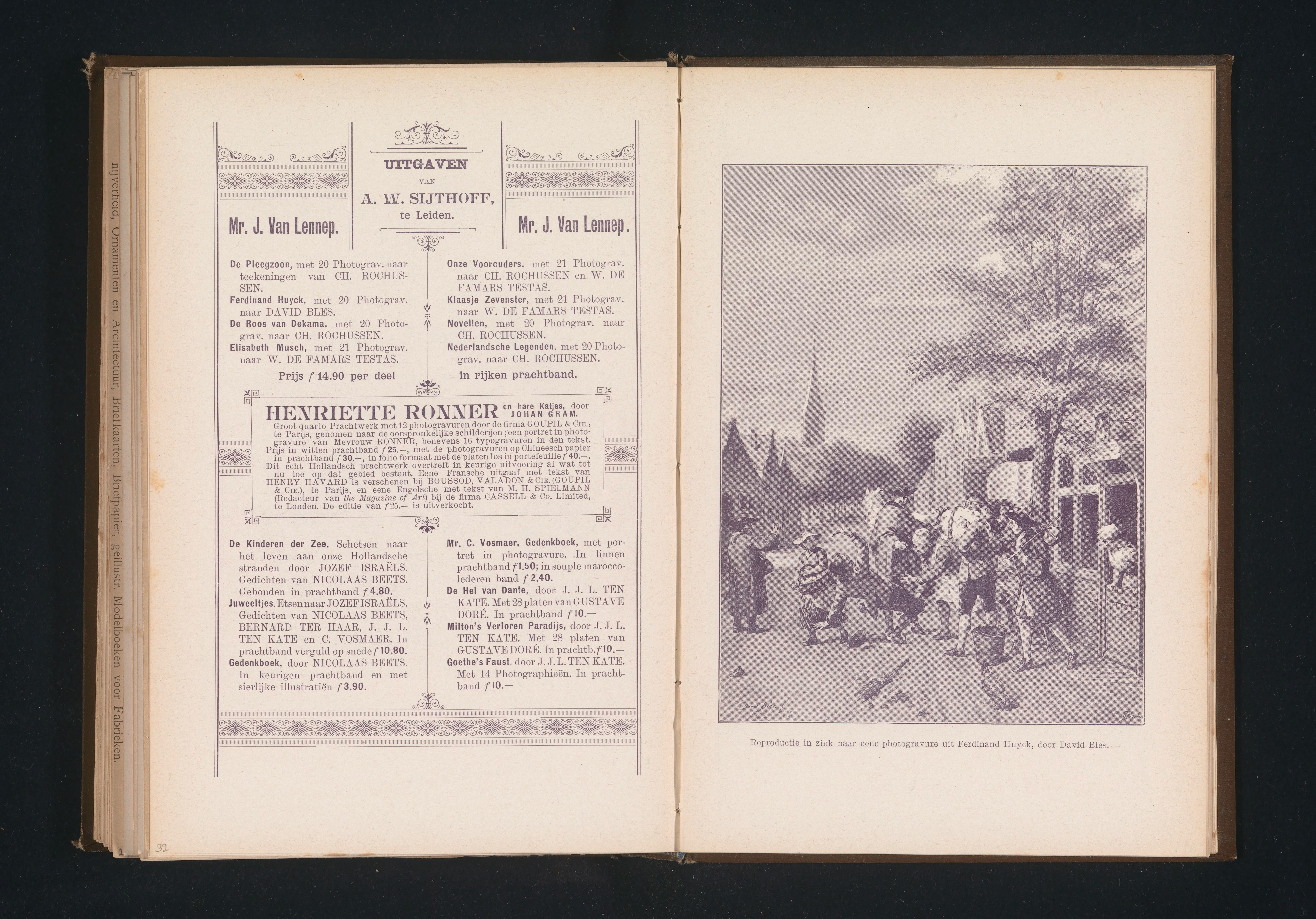
Laat 19e-eeuwse uitgave van het boek.

Ferdinand Huyck (volledig De Lotgevallen van Ferdinand Huyck) is een historische avonturenroman uit 1840 van Jacob van Lennep. Het speelt zich af vlak voor 1740. Het boek wordt beschouwd als het meesterwerk van de schrijver en kende in de negentiende eeuw een enorme populariteit.

## Samenvatting
Ferdinand, een jonge net afgestudeerde jurist, keert na een reis van twee jaar in Italië terug naar Amsterdam waar zijn ouders wonen.
Op de terugweg in Nederland maakt hij vele verwikkelingen mee. In Soest wordt hij in een herberg bedreigd met een mes. Tijdens een regenbui schuilt hij in een koepel bij een landhuis (Guldenhof) en ontmoet de bevallige Henriëtte Blaek. Vlak bij Laren wordt hij overvallen in een bos. Daar wordt hij gered door ‘de man met de rode mantel’ die hij tevoren in Soest een dienst had bewezen. De redder noemt zich Bos, maar is eigenlijk een voortvluchtige zeeroverhoofdman, die voordien in Spaanse overheidsdienst was.
Ferdinand belooft niemand iets van hun ontmoeting te vertellen. Deze belofte brengt hem danig in het nauw in de weken die volgen. Zo brengt hij Amelia, de dochter van Bos naar Amsterdam, maar kan niemand zeggen hoe hij haar kent. Zijn vader is hoofdschout en zoekt uit hoofde van die functie Bos.
Ook heeft Ferdinand veel problemen met Lodewijk Blaek, de neef van Henriëtte, die Amelia vaak lastigvalt. De vader van Lodewijk, Jacobus, wil graag om oorspronkelijk onbekende redenen dat Lodewijk met zijn nicht trouwt.
Ferdinand gaat werken bij een handelshuis als compagnon. Voortdurend komt hij op allerlei plaatsen Bos en Amelia weer tegen.
Het slot van het verhaal speelt zich af op Terschelling waar door diverse toevalligheden bijna alle hoofdpersonen bij elkaar komen. Ferdinand gaat erheen omdat een schip van het handelshuis daar is vergaan in een storm. Lodewijk Blaek en Sander, alias Zwarte Piet, een vroegere adjudant van Bos toen die zeerover was, sterven na een duel. Jacobus Blaek pleegt zelfmoord, hij wilde graag dat Lodewijk met Henriëtte trouwde om goed te maken dat hij ooit de juwelen van de vader van Henriëtte zich eigen had gemaakt. Bos en Amelia reizen door naar Rusland.
Het boek eindigt met de huwelijksaankondiging tussen Ferdinand Huyck en Henriëtte Blaek.
Trivia
- In het boek worden drie historische figuren genoemd: Theodor von Neuhoff, die in de zomer van 1736 tot koning van Corsica werd gekroond. In hoofdstuk 11 geeft Ferdinand aan aanwezig te zijn geweest bij de kroning. Verder wordt professor Herman Boerhaave uit Leiden genoemd. Deze stierf in september 1738. Hierdoor kan het boek nauwkeurig worden gedateerd, namelijk in 1737 of 1738.
- In het boek komt als derde historische figuur de Franse bandiet Louis-Dominique Cartouche (1693-1721) voor. Deze had in het verleden te maken gehad met Heynsz, de assistent van hoofdschout Huyck.
- Het boek is in de ik-vorm geschreven vanuit het oogpunt van Huyck. De feitelijke held van het verhaal is Bos, die van geboorte de Graaf van Lintz was.
- Ferdinand Huyck is vertaald in het Duits, het Frans en het Engels. In het Duits hebben de uitgaven twee verschillende titels: Die Abenteuer Ferdinand Huyck's of Der Herr in Karmesinrot. In het Frans (uit 1858, met een verkorte tekst ten opzichte van het origineel) is de titel Aventures de Ferdinand Huyck. In 1862-1863 verscheen het verhaal - met een derde tot de helft ingekort - als feuilleton in het Journal pour tous. Magasin littéraire illustré, nr. 548 t/m 565 onder de titel Le fils de bailli (de zoon van de schout).  De Engelse vertaling is The Count of Talavera.
- Voor de figuur van Bos, alias de Vliesridder, heeft ws. Johan Willem Ripperda model gestaan.
- Van Lintz heeft in het verhaal de volgende aliassen: de Czaar van Rusland, de vreemdeling met de rode mantel, de heer Bos, de heer Van Beveren, de Vliesridder, de baron van Lintz, de graaf van Talavera, de zeeroover Don Manoël en hij wordt zelfs even voor Cartouche aangezien.
- In tijd gezien kan het verhaal nauwkeurig gedateerd worden door het veelvuldig noemen van de weekdagen en een zinsnede in hoofdstuk 33: hier wordt gesproken over "de eerste helft van September". 8 september is het midden van de eerste helft van de maand, dus speelt het verhaal zich af tussen maandag 10 augustus en maandag 21 september.

## Hoofdstukken
Elk hoofdstuk in het boek is voorzien van een lange ondertitel. Tezamen geven ze een overzicht van het verhaal zonder de details te verraden:
| Hoofdstuk                     | Ondertitel |
| ----------------------------- | --- |
| [inleiding]                   | Brief van den heer P. aan den uitgever tot inleiding dienende. |
| Eerste Hoofdstuk              | Waarin, onder meer andere wetenswaardige zaken, het portret van den held dezer geschiedenis gevonden wordt. |
| Tweede Hoofdstuk              | Waarin men lezen zal, wat in en voor de herberg te Soest voorviel. |
| Derde Hoofdstuk               | Waarin wordt bewezen, hoe gevaarlijk het is zonder parapluie uit te gaan, en de beschrijving gevonden van een mooi meisje en een rooien koepel.                                                                                           |
| Vierde Hoofdstuk              | ’T geen verhaalt wat er verder in den koepel voorviel. |
| Vijfde Hoofdstuk              | Het welk bange lieden bij avond niet moeten lezen. |
| Zesde Hoofdstuk               | Waarin onze held voor de twede reis op denzelfden dag gevaar loopt van zijn hart te verliezen. |
| Zevende Hoofdstuk             | Vermeldende, wat de heer Bos aan Ferdinand vertelde en hoe deze per slot nog even wijs bleef, gelijk ook het geval met den lezer zal zijn.                                                                                                |
| Achtste Hoofdstuk             | Waarin meer geredeneerd dan gedaan wordt. |
| Negende Hoofdstuk             | Behelzende het verhaal eener schuitreis van Naarden naar Amsterdam. |
| Tiende Hoofdstuk              | Waarin verhaald wordt, hoe Ferdinand te huis kwam en hoe hij insliep, welk voorbeeld de lezer mag volgen, zoo het hem goeddunkt. |
| Elfde Hoofdstuk               | Hetwelk ettelijke politie-geheimen aan den dag brengt. |
| Twaalfde Hoofdstuk            | Waarin men nadere kennis maakt met de leden der familie en waarin tante Letje een confituurvlek op haar halsdoek bekomt. |
| Dertiende Hoofdstuk           | Behelzende, hoe Suzanna en Ferdinand harrewarren, en hoe de laatste in een welkomstdicht verheerlijkt wordt. |
| Veertiende Hoofdstuk          | Waarin Ferdinand op cognac onthaald en tegen wil en dank in nieuwe avonturen gesleept wordt. |
| Vijftiende Hoofdstuk          | Vermeldende, hoe Ferdinand en Suzanna uit logeeren gingen en wat er op Heizicht gebeurde. |
| Zestiende Hoofdstuk           | Waarin verhaald wordt, wien Ferdinand in de kerk zag: en welke gasten op heizicht kwamen eten. |
| Zeventiende Hoofdstuk         | Verhalende, hoe Zwarte Piet Ferdinand met een commissie belastte en hoe Suzanna een grooten koek trok. |
| Achttiende Hoofdstuk          | Waarin Ferdinand op zijn kantoor geïnstalleerd, en, als Krelis Louwen, op een poëtenmaal wordt genoodigd. |
| Negentiende Hoofdstuk         | Bevattende ’t geen er op de dichterlijk samenkomst bij Helding verhandeld werd. |
| Twintigste Hoofdstuk          | Waarin verteld wordt, wie de heer in ’t karmozijn was, en hoe deerlijk Ferdinand zich er in werkte. |
| Een-En-Twintigste Hoofdstuk   | Waarin eenige oude kennissen weder op het tooneel verschijnen en een paar nieuwe worden ingevoerd. |
| Twee-Entwintigste Hoofdstuk   | Hetwelk aantoont, dat men niet naar de Oost-Indien behoeft te varen, om schipbreuk te lijden. |
| Drie-Entwintigste Hoofdstuk   | Vermeldende hoe dames voor spoken worden aangezien, en wat de schipbreukelingen al zoo verder deden om een verkoudheid te voorkomen. |
| Vier-En-Twintigste Hoofdstuk  | Hetwelk over ’t geheel van een vrij sentimenteelen aard is, doch vrij slaperig eindigt. |
| Vijf-En-Twintigste Hoofdstuk  | Hetwelk een vervolg is op het vier-en-twintigste. |
| Zes-En-Twintigste Hoofdstuk   | Waarin geleerd wordt, hoe men best oude paarden verkoopt en jonge bederft. |
| Zeven-En-Twintigste Hoofdstuk | Waarin onze held in nieuwe onaangenaamheden wordt gewikkeld. |
| Acht-En-Twintigste Hoofdstuk  | Waarin leelijke donderbuien boven het hoofd van Ferdinand samenpakken. |
| Negen-En-Twintigste Hoofdstuk | Vermeldende wat er ten huize van den notaris Bouvelt voorviel. |
| Dertigste Hoofdstuk           | Hetgeen langer dan het voorgaande en niet meer of minder belangrijk wezen zal. |
| Een-En-Dertigste Hoofdstuk    | Waarin het gedrag van mejuffrouw Blaek ten opzichte van Ferdinand wordt verklaard en de vader van Amelia weder op de proppen komt. |
| Twee-En-Dertigste Hoofdstuk   | Waarin overtuigend bewezen wordt, dat de behendigste vogelaar ook weleens vogels laat ontsnappen. |
| Drie-En-Dertigste Hoofdstuk   | Vermeldende, wie Ferdinand in den beurtman aantrof, hoe hij op Terschelling aankwam en welke zonderlinge ontmoeting hij aldaar had. |
| Vier-En-Dertigste Hoofdstuk   | Waarin verhaald wordt, hoe de thee aan boord van de Kjöbenhavn werd gebracht en den lezer vele verrassingen worden voorbereid. |
| Vijf-En-Dertigste Hoofdstuk   | Waarin de geschiedenissen van de heeren Bos, van Beveren, den Vlies-ridder, den baron van Lintz, den graaf van Talavera, den zeeroover don Manoël enz. enz. worden verhandeld, en hetgeen evenwel, wat de lengte betreft, mee zal vallen. |
| Zes-En-Dertigste Hoofdstuk    | Waarin zich het oude spreekwoord bevestigd vindt, dat men geen hei moet roepen, eer men over den dam is. |
| Zeven-En-Dertigste Hoofdstuk  | Waarin treurige en indrukwekkende tooneelen voorkomen, gelijk men die somtijds in het dagelijksche leven, maar zeer dikwijls in romans en versierde geschiedenissen aantreft.                                                             |
| Acht-En-Dertigste Hoofdstuk.  | Waarin onze held zich volstrekt niet op zijn gemak bevindt. |
| Negen-En-Dertigste Hoofdstuk  | Hetwelk bekentenissen en sterfbedden afschetst: zeer melancholiek om te lezen. |
| [nawoord]                     | |

## Bewerkingen
De Koninklijke Vereniging Het Nederlandsch Tooneel speelde in 1912 een toneelbewerking (bewerking door Anna van Gogh-Kaulbach) van 'Ferdinand Huyck' in Amsterdam en Rotterdam. In 1942 werd door het Haags Residentietoneel een toneelbewerking van Richard Flink opgevoerd.
Tussen 9 oktober 1969 en 17 mei 1970 is door de NCRV een hoorspel van Ferdinand Huyck uitgezonden. Het boek is tot hoorspel bewerkt door Jan Apon. De regie was in handen van Wim Paauw.